# Comté de Madison (Géorgie)
Pour les articles homonymes, voir Comté de Madison.
Le comté de Madison est un comté de Géorgie, aux États-Unis.

## Démographie
| 1820  | 1830  | 1840  | 1850  | 1860  | 1870  |
| ----- | ----- | ----- | ----- | ----- | ----- |
| 3 735 | 4 646 | 4 510 | 5 703 | 5 933 | 5 227 |

| 1880  | 1890   | 1900   | 1910   | 1920   | 1930   |
| ----- | ------ | ------ | ------ | ------ | ------ |
| 7 977 | 11 024 | 13 224 | 16 851 | 18 803 | 14 921 |

| 1940   | 1950   | 1960   | 1970   | 1980   | 1990   |
| ------ | ------ | ------ | ------ | ------ | ------ |
| 13 431 | 12 238 | 11 246 | 13 517 | 17 747 | 21 050 |

| 2000   | 2010   | - | - | - | - |
| ------ | ------ | - | - | - | - |
| 25 730 | 28 120 | - | - | - | - |